# Szczytna
Pour l’article homonyme, voir Szczytna (Basses-Carpates).
Szczytna est une ville de Pologne, située dans le sud-ouest du pays, dans la voïvodie de Basse-Silésie. Elle est le chef-lieu de la gmina de Szczytna, dans le powiat de Kłodzko.